# Vesin
Vesin (toponimo francese) è una frazione di 242 abitanti del comune svizzero di Cugy, nel Canton Friburgo (distretto della Broye).

## Storia

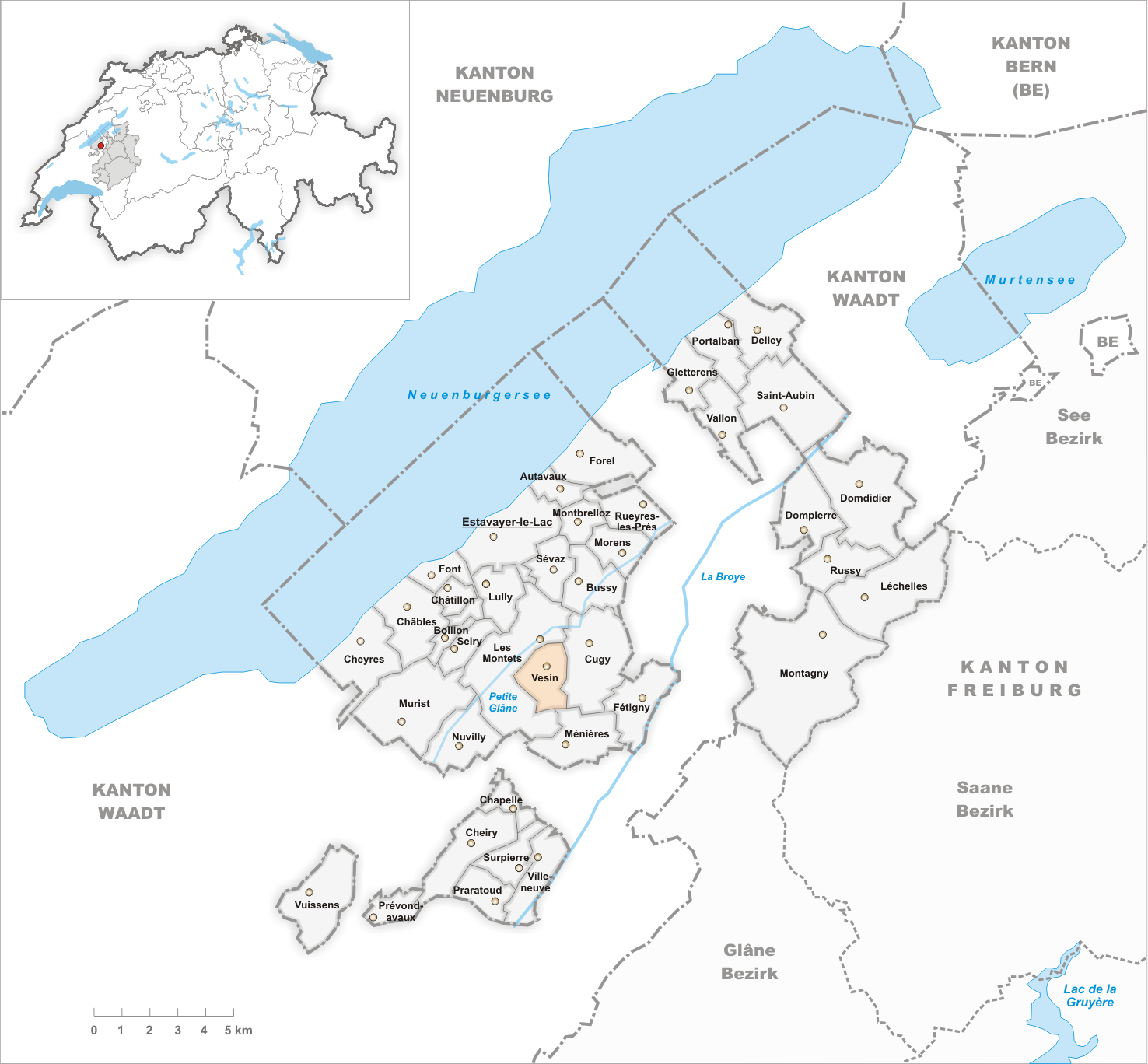
Il territorio del comune di Vesin prima degli accorpamenti comunali del 2005

Già comune autonomo, nel 2005 è stato accorpato a Cugy.

## Società

### Evoluzione demografica
L'evoluzione demografica è riportata nella seguente tabella:
Abitanti censiti

## Amministrazione
Ogni famiglia originaria del luogo fa parte del comune patriziale che ha la responsabilità della manutenzione di ogni bene comune.